# Rafał Kazanowski
Rafał "Kazan" Kazanowski, znany również jako Daddy Raffi lub Raffi Kazan (ur. 13 maja 1976 w Warszawie) – polski muzyk, gitarzysta obecnie grający w zespołach: Vavamuffin, Pablopavo i Ludziki, El Dupa, Ras Luta, Lord Stereo, Shark'A'Taak.

## Dyskografia
- Ztvörki -  Ztvörki (singiel) 1999
- Ztvörki -  Druga płyta (LP) 1999
- Poker Face - Poker Face (LP) 2004[2]
- Pablopavo i Ludziki -  Telehon (LP) 2009
- Lord Stereo - Lord Stereo (EP) 2011
- Pablopavo i Ludziki - 10 piosenek (LP) 2011
- Shark'A'Taak -  Rec. in Progress (LP) 2013
- Pablopavo i Ludziki - Polor (LP) 2014[3]
- Pablopavo i Ludziki -  Ladinola (LP) 2017
- Pablopavo i Ludziki - Marginal (LP) 2018[4]

Gościnnie
- Yugoton (LP) 2001
- EastWest Rockers - Ciężkie czasy (LP) 2006
- Marika - Plenty (LP) 2008
- Numer Raz - Ludzie, maszyny, słowa (LP) 2009
- Marika - Put Your Shoes On/Off (LP) 2010
- Elvis Deluxe - Favourite State of Mind (LP) 2011
- Junior Stress - Dzięki (LP) 2012[5]

## Muzyka Filmowa
- „Chaos” 2006 reż. Xawery Żuławski – utwór „R'n'Roll Sinner” – Poker Face
- „Wojna żeńsko-męska” 2011 reż. Łukasz Palkowski – utwór „City of Fuzz” – Lord Stereo